# Empresa naviera

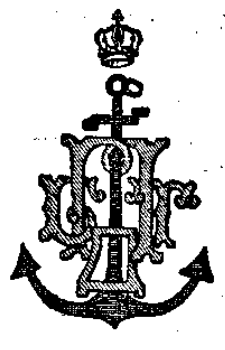
Escudo de la Compañía Búlgara de Navegación a Vapor Comercial.

Una compañía naviera, empresa naviera, o simplemente naviera, es aquella persona jurídica que, utilizando buques mercantes propios o arrendados, se dedica al transporte marítimo de pasajeros o mercancías. A su vez, el naviero es el empresario que se dedica a estas labores.
La empresa naviera o el naviero que explota un buque por su cuenta y riesgo, independientemente de ser o no el propietario de la nave, se denomina armador. Con frecuencia, los términos «naviero» y «armador» se utilizan indistintamente.

## Conferencias marítimas
Una conferencia marítima es un grupo de varias empresas navieras que se ponen de acuerdo para ofrecer el servicio del tráfico marítimo regular de una línea concreta.